# Hope Internacional Futebol Clube
Hope Internacional Futebol Clube mais conhecido como Hope Internacional é um clube de futebol brasileiro, sediado na cidade de Campo Largo, na região metropolitana de Curitiba, Paraná. Suas cores são o azul, laranja e branco. A equipe manda suas partidas no Estádio Atílio Gionédis, com capacidade para 2000 espectadores, Antigamente, o clube se chamava Grêmio Esportivo Campo Largo
Atualmente, disputa a Terceira Divisão Paranaense.

## História
Em 25 de maio de 2022, a Hope Internacional assumiu o Grêmio Recreativo Esportivo Campo Largo, substituindo-o na Terceira Divisão estadual do mesmo ano.
A equipe estreou no dia 21 de agosto na Terceira Divisão com vitória de 1 a 0 sobre o Iraty. No final do campeonato ficou na 11º posição geral.